# 王纪五
王纪五（1927年—1991年），湖北崇阳人，曾赴美留学并获哥伦比亚大学国际法硕士学位。赴台后担任过国立政治大学副教授，后在行政院国家科学委员会工作。1982年，被任命为行政院国家科学委员会副主任委员。
王纪五是知名宪法学家、教育家王世杰的长子。